# Synagoge (Kladno)

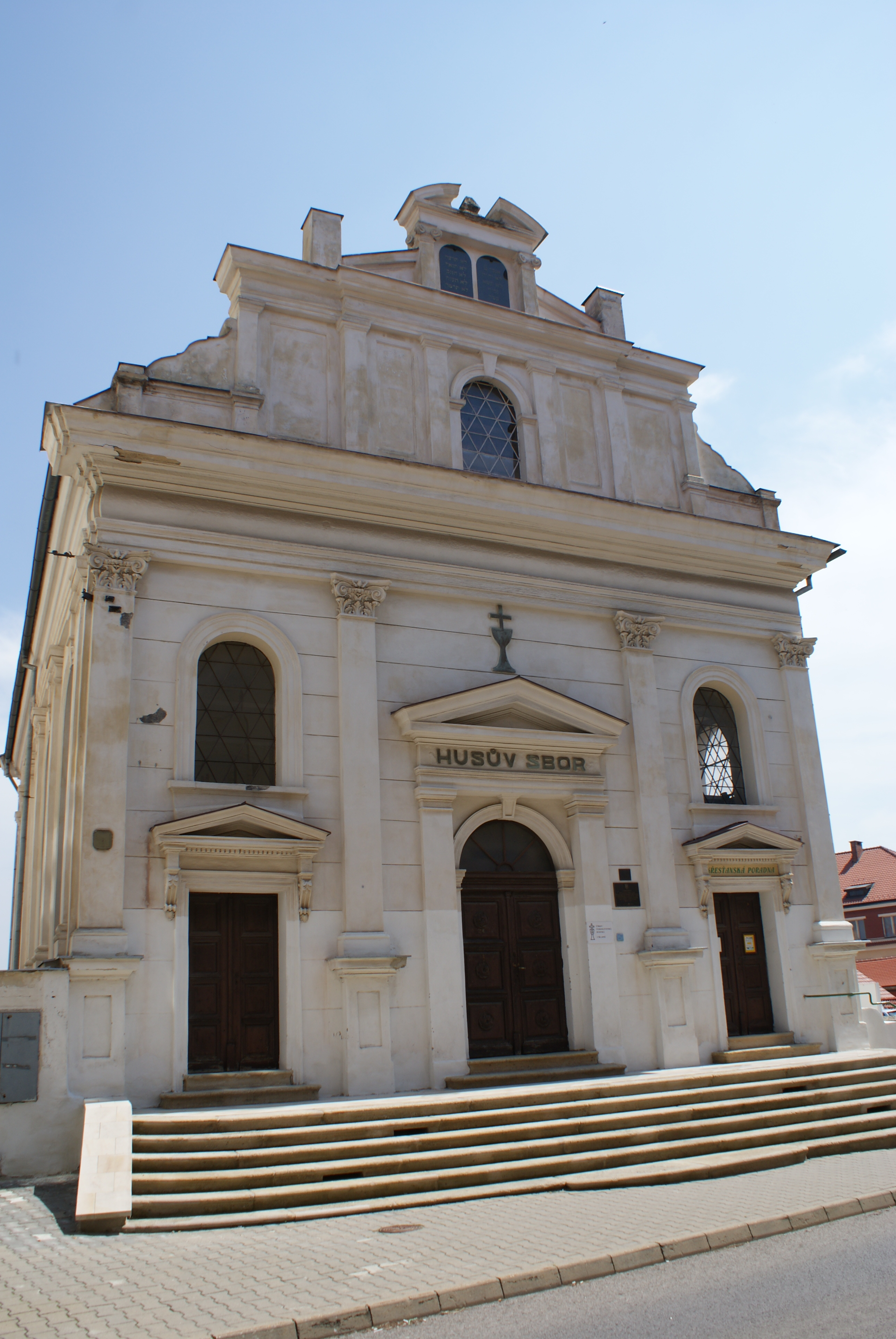
Synagoge in Kladno

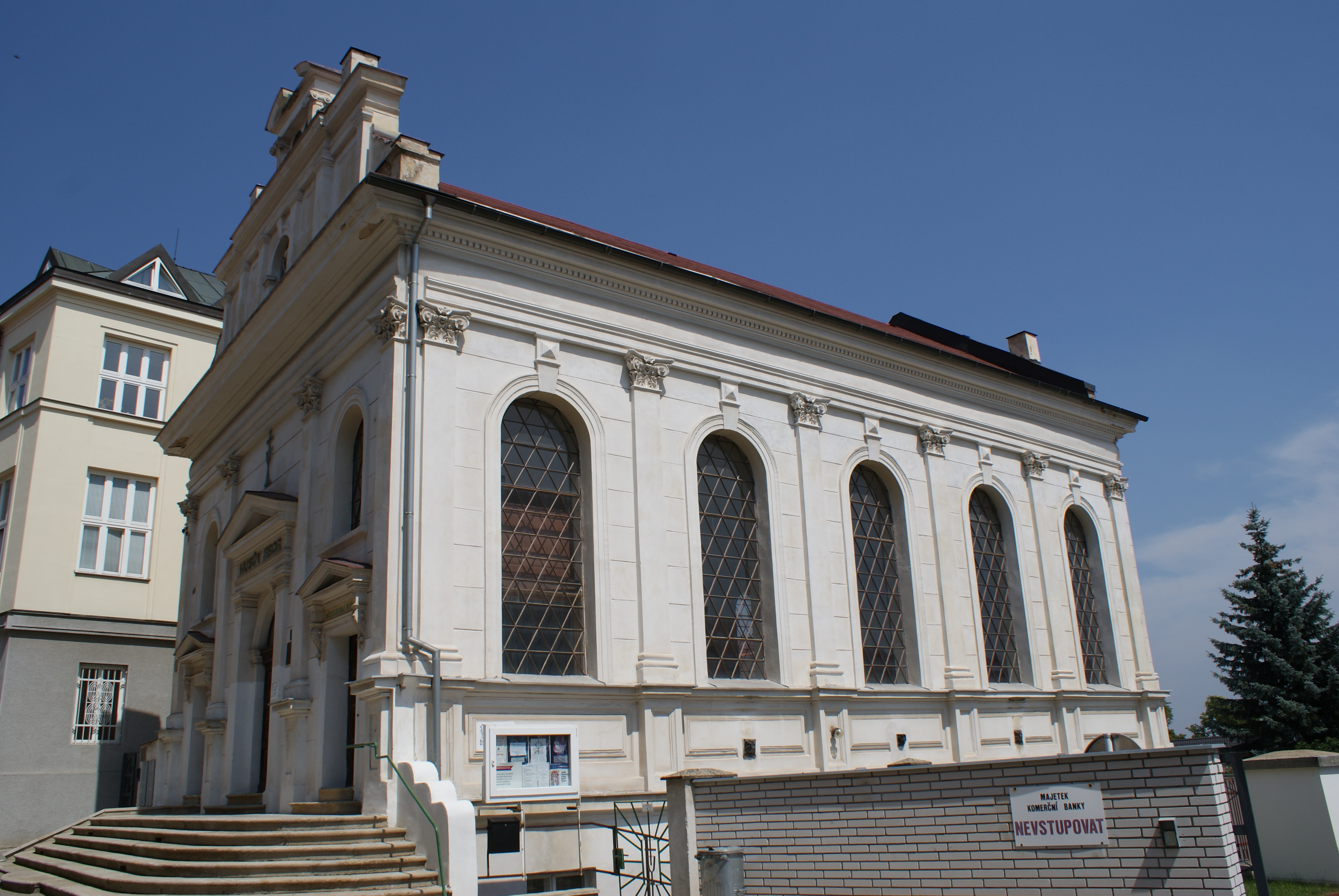
Seitenansicht

Die Synagoge in Kladno, einer Stadt in der Mittelböhmischen Region in Tschechien, wurde 1884/85 erbaut. Die profanierte Synagoge im Stil der Neurenaissance ist seit 1988 ein geschütztes Kulturdenkmal.
Die Synagoge wurde nach Plänen des Prager Baumeisters Emanuel Brandt errichtet. Die Frauenempore und die steinernen Gesetzestafeln an der Fassade sind erhalten. Bis 1939 fanden jüdische Gottesdienste in der Synagoge statt.
Heute ist das Synagogengebäude im Besitz der christlichen Johann-Hus-Gemeinde.